# Catuários

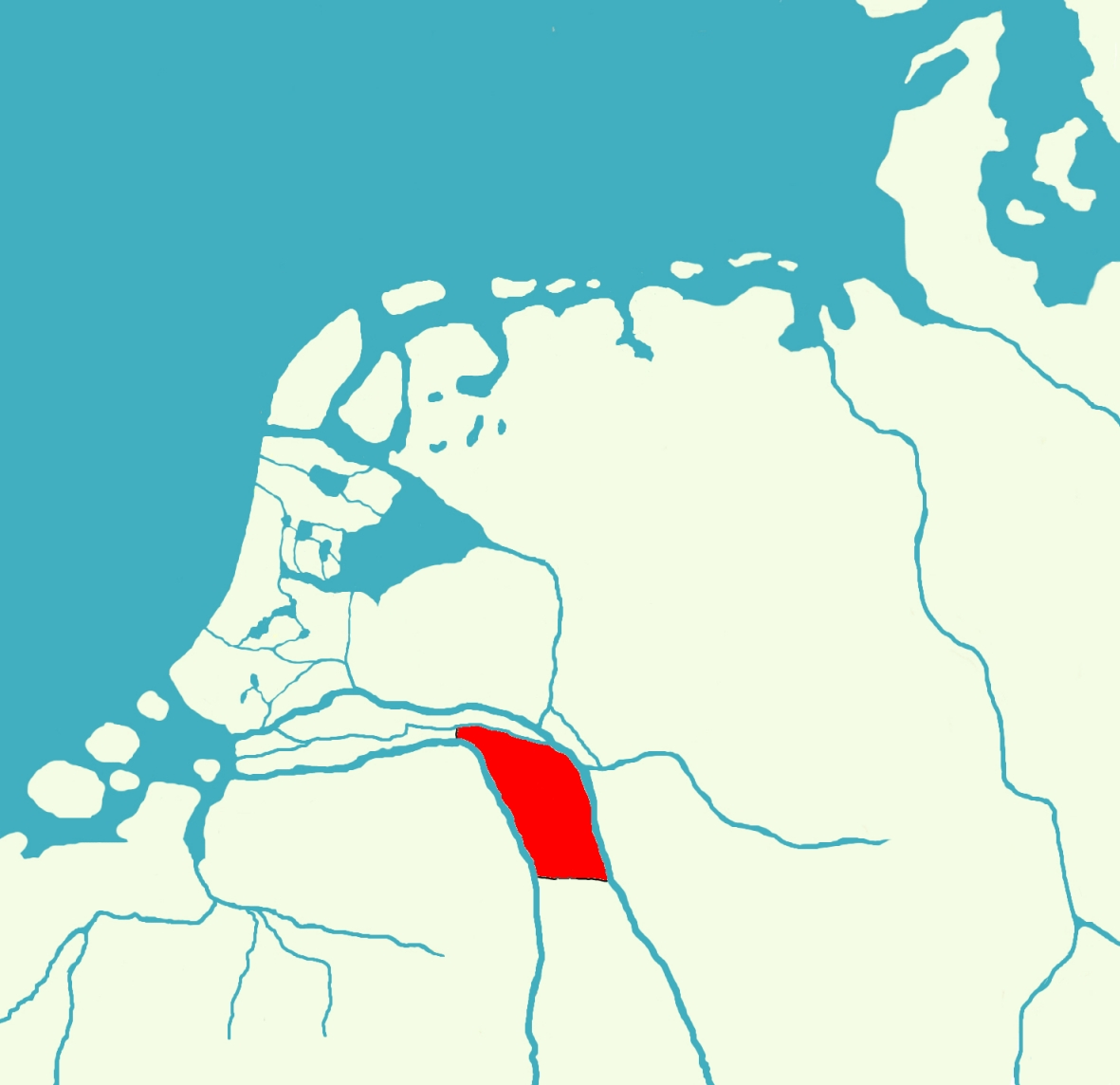
O Hettergouw na parte inferior do Reno no Reino Franco, em homenagem ao Hetware

Os Catuários (em latim: Chattuarii) ou Atuários (em latim: Attoarii) eram uma tribo germânica dos Francos, que vivia originalmente a leste do norte do Reno e ao oeste da terra dos Catos e ao sul da terra dos Brúcteros. Alguns deles (letos) se instalaram na Pago dos Atuários (Pagus Attuariorum; do francês Atuyer) ao sul de Langres, no século III. No século V, muitos dos Catuários cruzaram o rio Reno e se instalaram na área entre o norte do Meuse e o Reno, direito a oeste de sua origem.

## Dados históricos
Segundo Tácito, eles habitavam "para além dos Chamaves e Angrivarianos" e que viviam ao sul dos Suevos e ao oeste dos Catos  ou seja, a parte inferior do Reno, onde hoje é a moderna Hanôver. Segundo um entendimento histórico o nome "Chasuarii" significa "habitantes da [rio] Hase"", um afluente leste do rio Ems. No segundo século o geógrafo Cláudio Ptolomeu menciona que os "Kasouarioi" viviam ao leste das montanhas Abnoba, nos arredores de Hesse. Muitos historiadores são da opinião de que tanto "Chasuarii", "Casuari" e "Chattuarii", sejam denominações referente à mesma tribo. Sabe-se que eles deixaram seu local de origem, provavelmente em uma data anterior a 98 AD e sob o imperador romano, Galiano, transferiram-se para uma região à leste de Mogoncíaco, dentro do território romano.
A partir do século 7 parece que eles foram absorvidos pelos ripuários. Desde os carolíngios existiu uma província catuariana na margem esquerda do Reno (na parte oriental da França), documentado em primeiro lugar pelo Tratado de Meerssen, de 870.
Os Catuários contam também do poema Beovulfo como os "Hetwaras" onde aparecem para a formação de uma liga, juntamente com os Hugas (que pode muito bem ser os Caúcos) e frisões para lutar contra uma força de invasão Geatish. Os Gotas são derrotados e seu rei Higélaco é morto, Beovulfo sozinho escapa. De acordo com Widsith, os Hætwera foram governados por Hun.

## Wikisource
- Julio César, Comentarios a la guerra de las Galias, Libro II (en inglés)

## Localização
Quando os romanos chegaram, várias tribos foram localizados na região dos Países Baixos, que residiam nas partes habitáveis mais altas, especialmente no leste e sul. Essas tribos não deixaram registros escritos. Todas as informações conhecidas sobre elas durante este período pré-romano é baseada no que os romanos, mais tarde, escreveram sobre as mesmas.

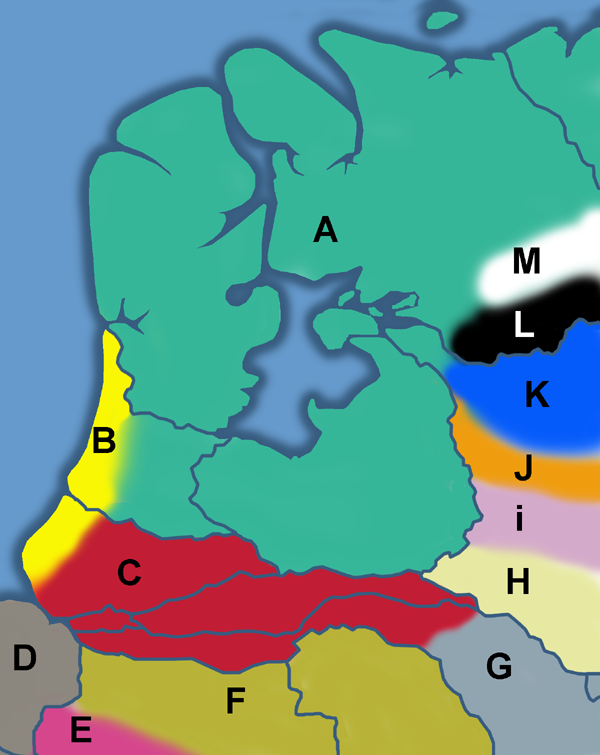
O local aproximado (hoje Holanda) onde as tribos germânicas se assentaram no século I. Os limites exatos são desconhecidos entretanto, e H a M em particular, não devem ser considerados como representações exatas.

As tribos mostrado no mapa à esquerda são:
- A. Frísios,
- B. Caninefates,
- C. Batavos,
- D. Marsos,
- E. Toxandros,
- F. Menápios,
- G. Ampsivários,
- H. Camavos,
- I. Sicambros,
- J. Brúcteros,
- K. Tubantes,
- L. Usípetes e
- M. Tencteros.

Outros grupos tribais não mostrados neste mapa, mas associado com a Holanda são:
- Ambianos,
- Catos,
- Catuários,
- Morinos,
- Salianos,
- Tungros e
- Úbios.